# Municipalité de Gora
Pour les articles homonymes, voir Gora.
La municipalité de Gora (en serbe cyrillique :  Општина Гора ; en serbe latin : Opština Gora) est une subdivision administrative du Kosovo définie par la Serbie. Selon le recensement kosovar de 2011, elle compte 14 735 habitants. Le centre administratif du district est la ville de Dragash/Dragaš.
Selon le découpage administratif Kosovar, cette municipalité est désormais rattachée à la commune/municipalité nouvellement créée de Dragash/Dragaš.

## Géographie

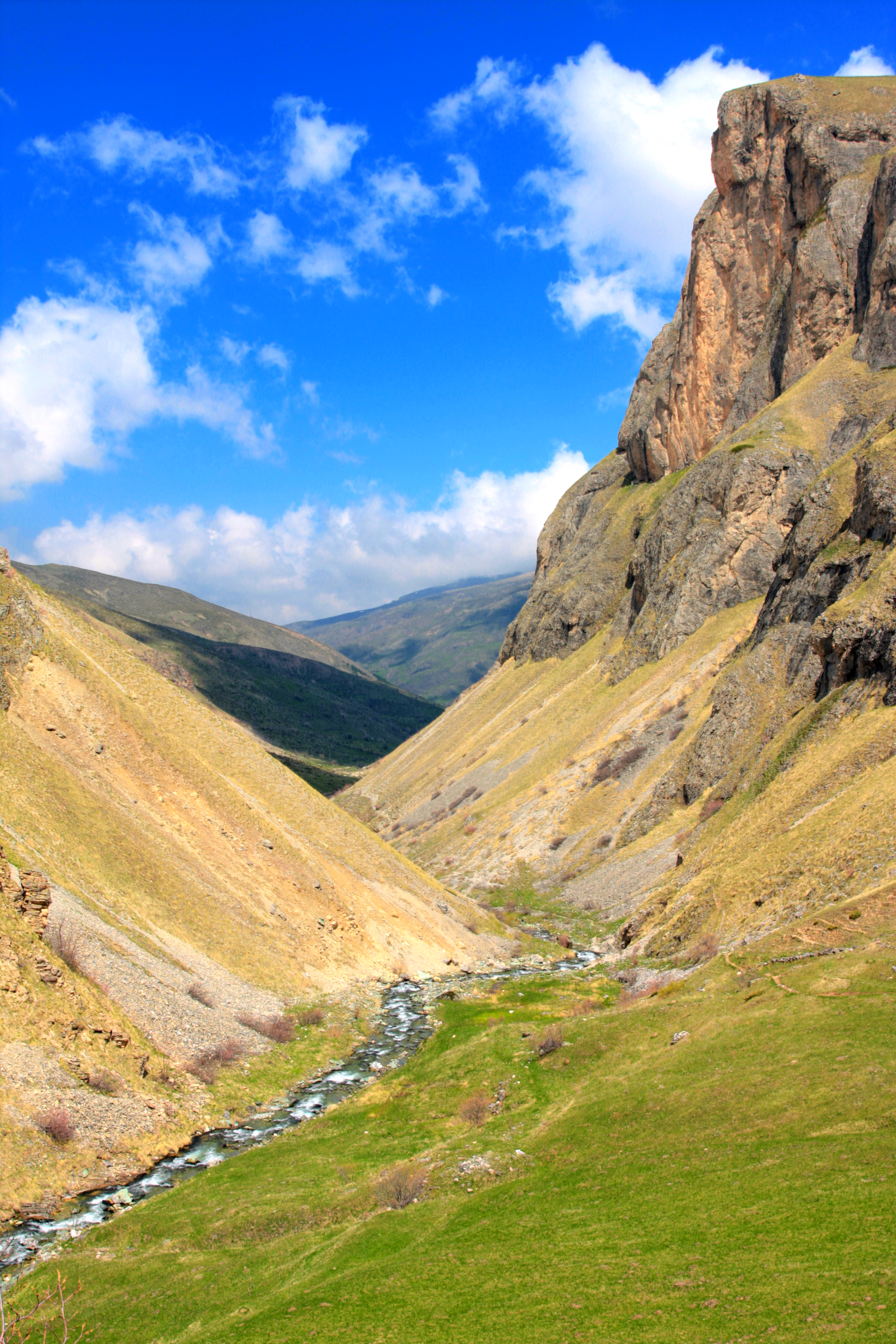
Paysage près de Brod/Brod
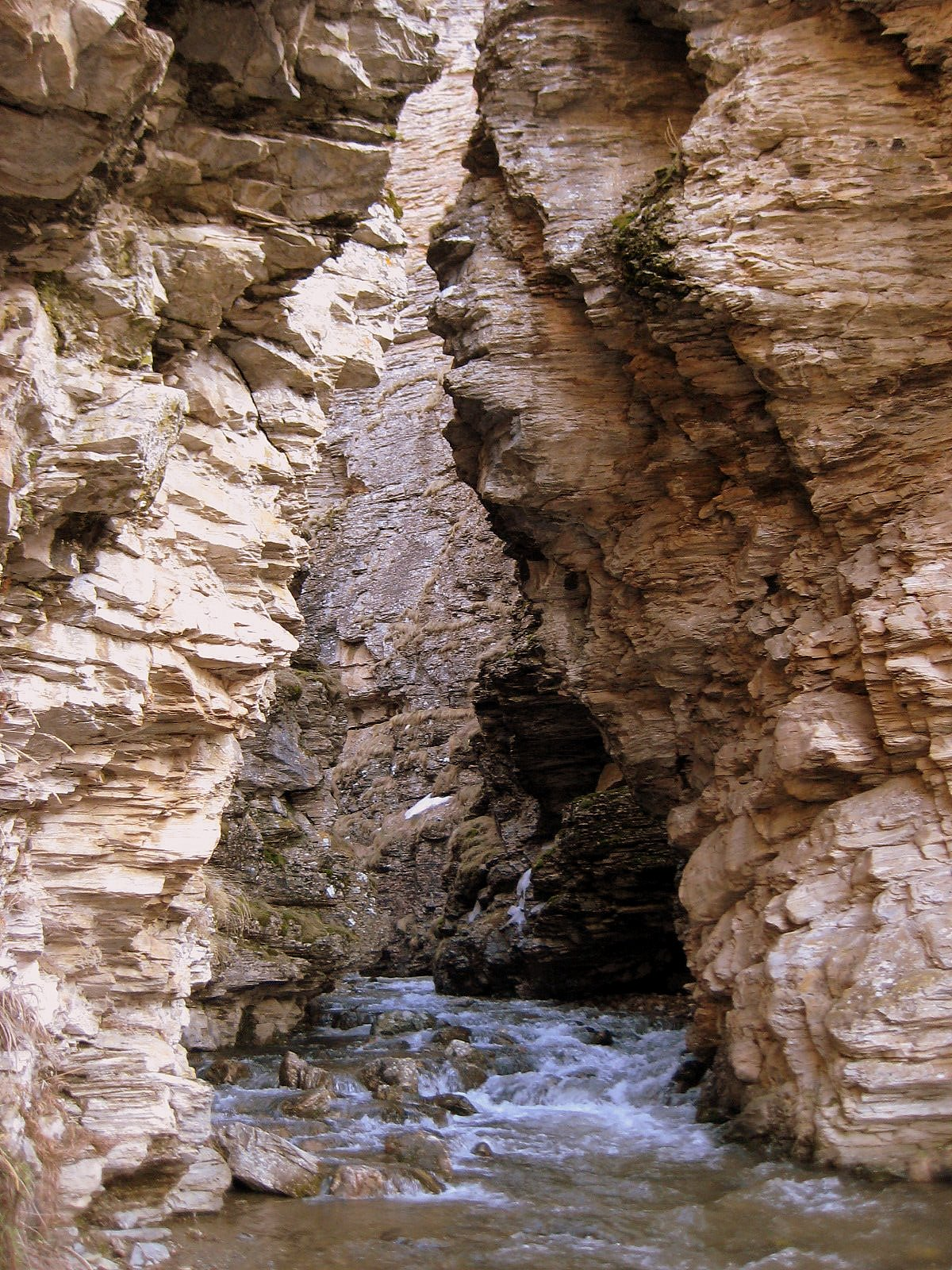
Le canyon de la Brodska reka, la « rivière de Brod »
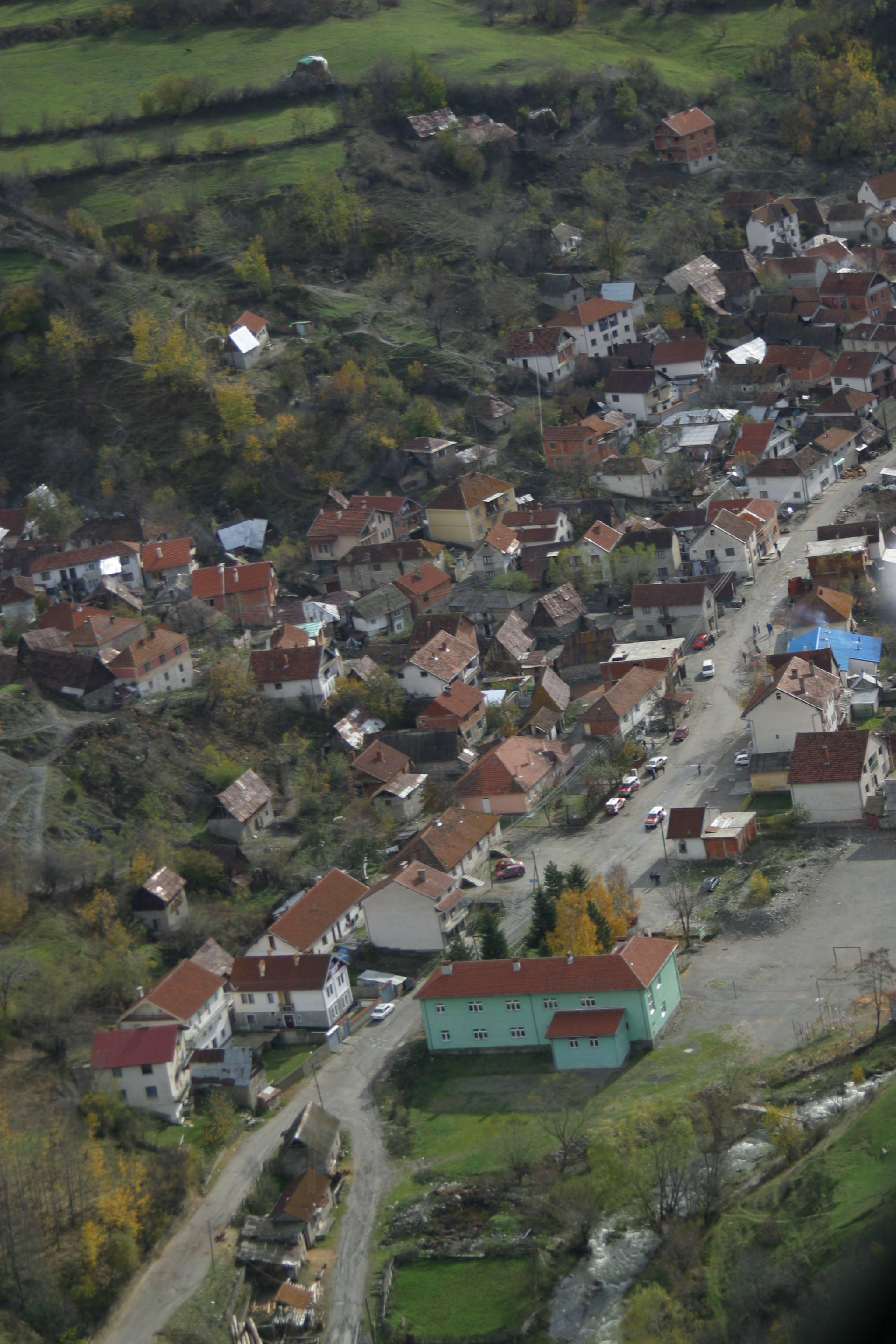
Vue aérienne de Krushevë/Kruševo
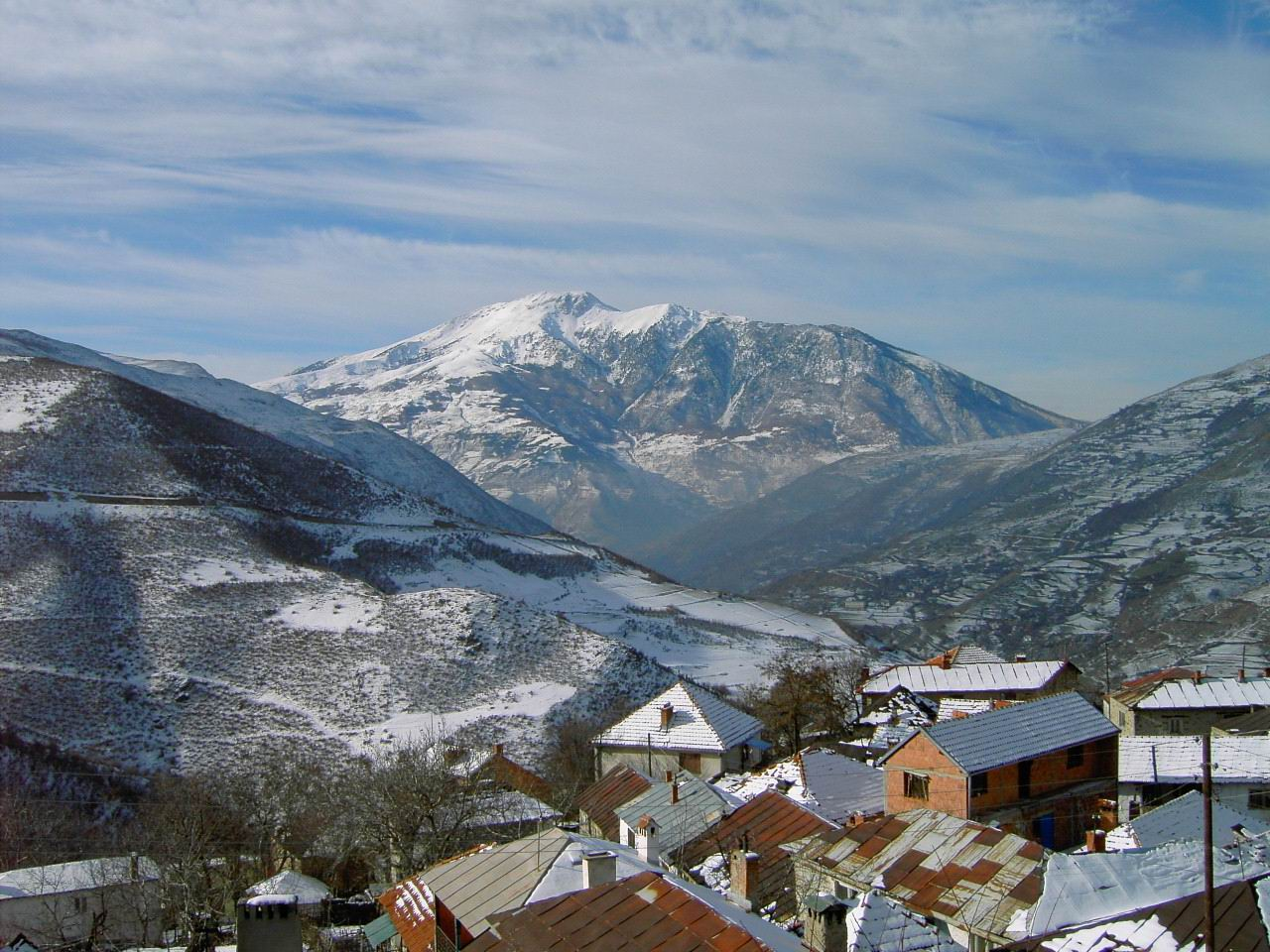
Vue de Orçushë/Orčuša
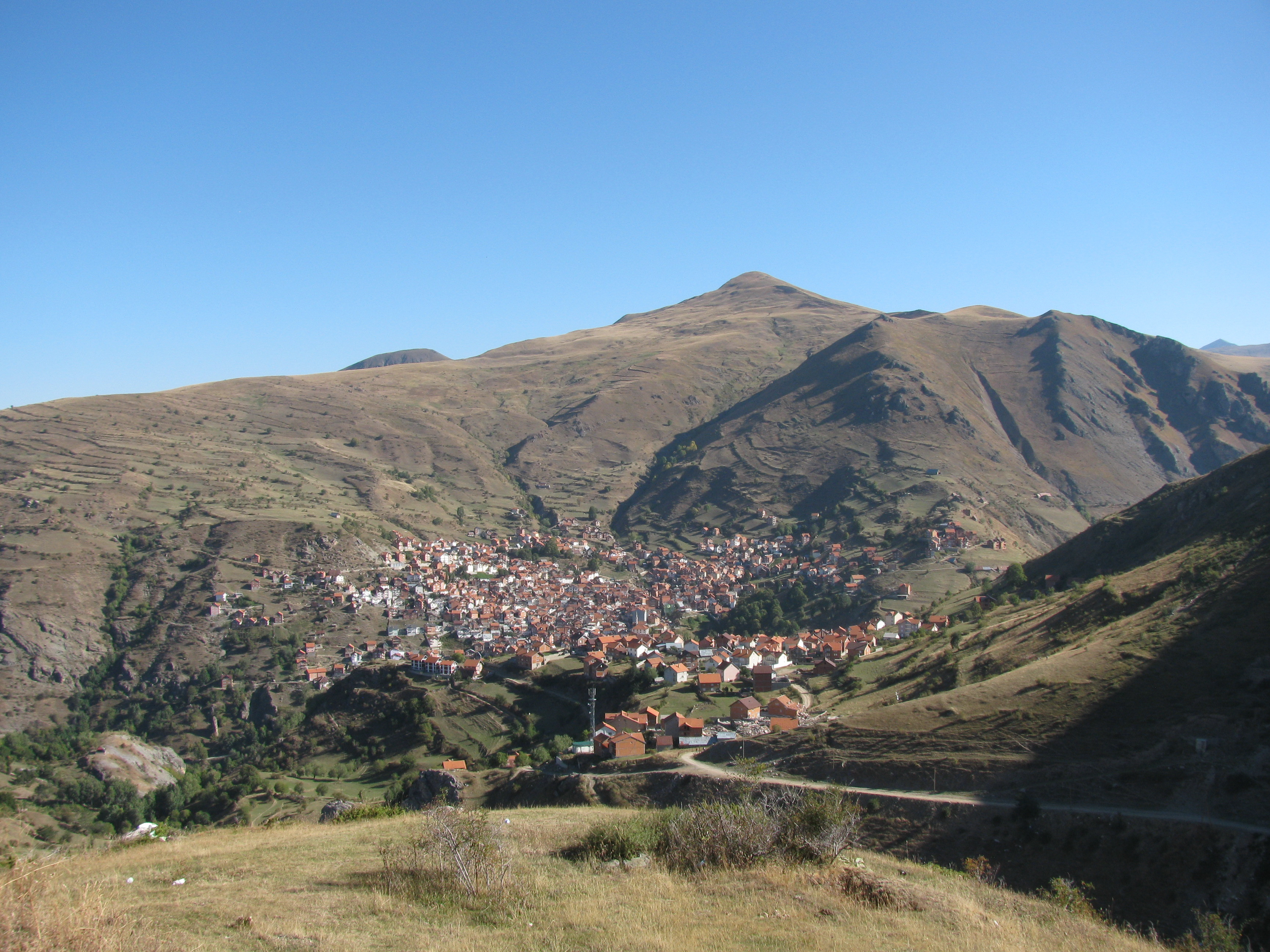
Vue générale de Restelicë/Restelica

## Localités
Selon la Serbie, la municipalité de Gora compte les localités suivantes :
| - Baçkë/Bačka - Brod/Brod - Dikancë/Dikance - Dragash/Dragaš - Glloboçicë/Globočica - Kërstec/Donji Krstac - Kërstec/Gornji Krstac - Krushevë/Kruševo - Kukjan/Kukuljane - Leshtan/Leštane | - Lubovishtë/Ljubovište - Mlikë/Mlike - Orçushë/Orčuša - Radeshë/Radeša - Rapçë/Gornja Rapča - (Rapçë)/Donja Rapča - Restelicë/Restelica - Vranishtë/Vranište - Zlipotok/Zli Potok |

## Démographie

### Évolution historique de la population
| 1948   | 1953   | 1961   | 1971   | 1981   | 1991   | 2009   |
| ------ | ------ | ------ | ------ | ------ | ------ | ------ |
| 11 166 | 11 315 | 11 477 | 13 497 | 17 018 | 17 574 | 14 735 |

|  |

### Répartition de la population par nationalités (2011)
En 2011, les Gorans représentaient 61,44 % de la population, les Bosniaques 28,48 %, les Albanais 7,25 % et les Turcs 1,41 %.